# Robert Engle
Robert Franklin Engle III (ur. 10 listopada 1942 w Syracuse) – amerykański ekonomista i ekonometryk, laureat Nagrody Banku Szwecji im. Alfreda Nobla w dziedzinie ekonomii w 2003 (wraz z Brytyjczykiem sir C. W. J. Grangerem), za "metody analizowania ekonomicznych szeregów czasowych ze zmiennymi w czasie wahaniami (ARCH)".

## Życiorys
Jest profesorem w Stern School of Business Uniwersytetu Nowojorskiego. W swojej działalności naukowej zajmuje się tworzeniem modeli ekonometrycznych, umożliwiających prognozowanie zmian stóp procentowych, kursów walut oraz badanie płynności rynków finansowych. Jego prace pozwoliły na stwierdzenie, że mimo braku stabilności modelu ekonometrycznego nadal możliwe jest badanie zależności z jego wykorzystaniem.
W 1982 roku opublikował artykuł pt. Autoregressive Conditional Heteroskedasticity With Estimates of the Variance of UK Inflation, w którym zaproponował nową metodę modelowania zmienności wielkości ekonomicznych znaną jako model ARCH, czyli model autoregresyjny z warunkową heteroskedastycznością. Za to odkrycie został wyróżniony Nagrodą Nobla, a w uzasadnieniu wskazano, że modele tworzone przez Engle'a są niezbędnym narzędziem nie tylko dla badaczy, lecz także analityków rynków finansowych, którzy stosują je przy wycenie aktywów oraz przy szacunkach ryzyka, jakim są obciążone papiery wartościowe.

## Wybrane publikacje
- Robert F. Engle. Autoregressive Conditional Heteroskedasticity With Estimates of the Variance of UK Inflation. „Econometrica”. 50 (4), s. 987–1007, 1982.